# Strzałkowo (województwo wielkopolskie)

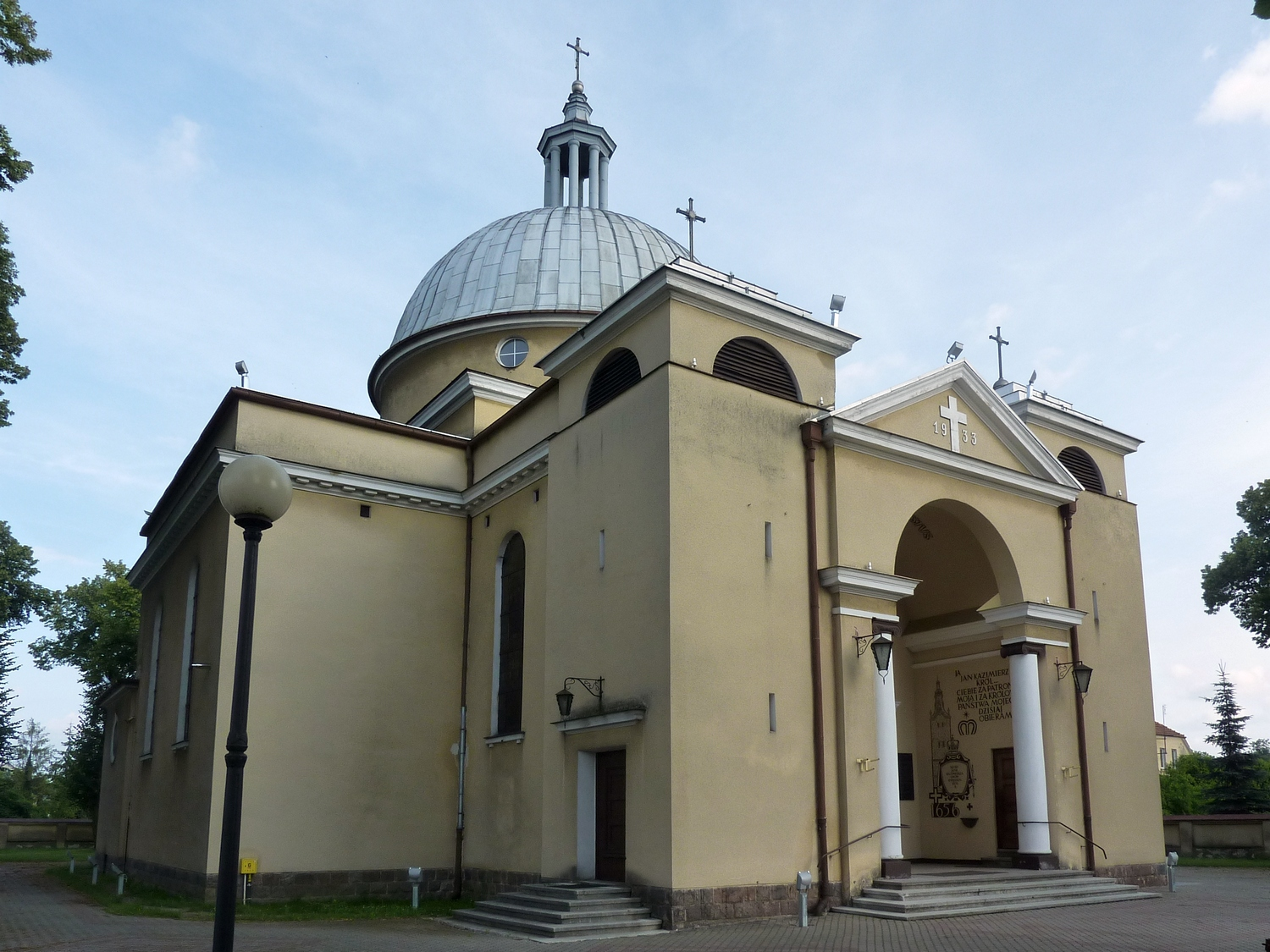
Kościół św. Doroty w Strzałkowie

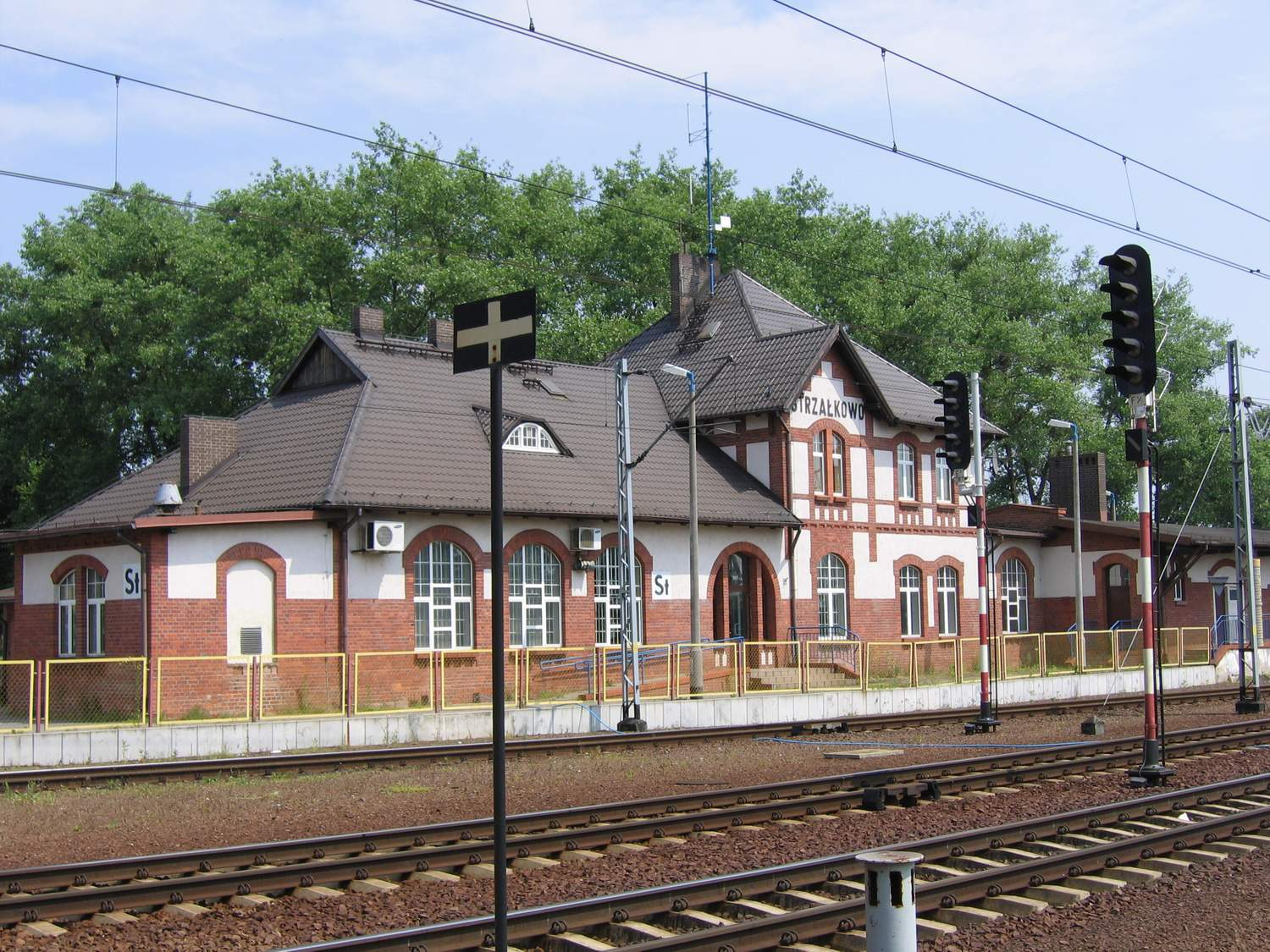
Dworzec PKP w Strzałkowie

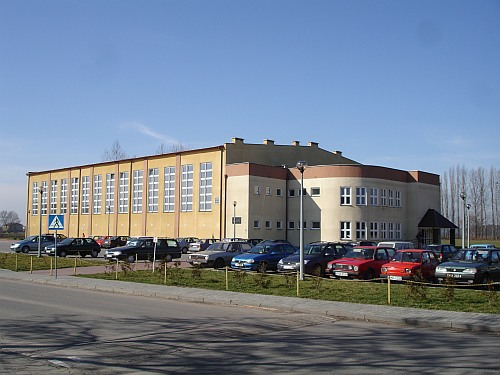
Hala Sportowa w Strzałkowie

Strzałkowo – wieś położona w województwie wielkopolskim, w powiecie słupeckim, siedziba gminy Strzałkowo. W latach 1975–1998 miejscowość położona była w województwie konińskim.
Strzałkowo położone jest 4 km na zachód od Słupcy. Od stolicy województwa, czyli Poznania, wieś dzieli niecałe 70 km.
Według danych z 2021 roku wieś zamieszkiwało 5613 osób.

## Historia
Pierwsze wzmianki na temat wsi sięgają X i XI wieku. 
Nazwa „Strzałkowo” pochodzi od kmiecia Strzałka, który był pionierem i protoplastą rodu zamieszkującego osadę. Po śmierci Strzałka wsią zarządzał ród Porajów herbu Poraj. Z czasem Strzałkowo rozwijało się. Na mieszkańców składało się kilka rodów spowinowaconych ze sobą. Z tychże rodów powstała wpływowa jak na te czasy rodzina Strzałkowskich herbu Poraj. Dość istotną pamiątką historyczną jest dokument z 1432 roku podpisany przez Jana Gołego ze Strzałkowa, który zapewniał panującego wówczas króla Władysława Jagiełłę o swej wierności.
Za początek współczesnego Strzałkowa uważa się rok 1781, kiedy to sprowadzono do wsi niemieckich osadników. Po II rozbiorze Polski w 1793 roku miejscowość znalazła się w zaborze pruskim. W wyniku postanowień Kongresu Wiedeńskiego z 1815 roku Strzałkowo stało się wsią przygraniczną (granica przebiegała dokładnie 1 km na wschód od miejscowości). W 1839 roku powstała tutaj pierwsza szkoła, a w 1882 roku oddano do użytku stację kolejową, która zapewniała bezpośrednie połączenie z Poznaniem i innymi ważnymi miastami. Warto wiedzieć, iż Strzałkowo było ostatnim miejscem, do którego dochodziła kolej berlińska. Dalsza podróż była możliwa dopiero od oddalonego o 120 km Kutna. Fakt ten sprawił, że w ówczesnej Wielkopolsce popularne stało się powiedzenie, iż „Europa kończy się w Strzałkowie”. W 1888 roku powstała miejscowa Ochotnicza Straż Pożarna. Mieszkańcy brali czynny udział w walkach mających na celu odzyskanie niepodległości. Dzieci z tutejszej szkoły w akcie solidarności ze strajkującymi w latach 1901–1904 oraz 1906–1907 dziećmi z Wrześni (słynny strajk dzieci wrzesińskich) również podjęły protest przeciwstawiając się germanizacji.
W czasie powstania wielkopolskiego sformowano we wsi kompanię piechoty, której dowódcą został podporucznik Alojzy Nowak. Powstańcy ze Strzałkowa brali udział m.in. w bitwie pod Zdziechową. 
Po odzyskaniu przez Polskę niepodległości pod Strzałkowem znajdował się obóz dla internowanych żołnierzy armii URL, który w wyniku wybuchu wojny polsko-bolszewickiej przekształcono w Obóz Jeniecki nr 1 pod Strzałkowem przeznaczonym głównie dla jeńców sowieckich.
W 1922 roku przedłużono linię kolejkową ze Strzałkowa do Kutna, łącząc Poznań z Warszawą. 
W latach 1927–1934 Strzałkowo, jako gmina jednostkowa, posiadało miejskie uprawnienia finansowe. 
W wyniku wybuchu II wojny światowej Strzałkowo zostało zbombardowane przez Niemców już 1 września 1939 roku. Naloty trwały tydzień. Okupacja rozpoczęła się w chwili wkroczenia do miejscowości niemieckiego patrolu.
Po wojnie mieszkańcy działali na rzecz rozwoju wsi, która poniosła duże straty. Zgodnie z tym otworzono w 1945 roku mleczarnię (Spółdzielnia Mleczarska Udziałowców), tartaki, młyn oraz gorzelnię. Nieopodal w miejscowości Staw utworzono krochmalnię. W 1948 roku zaczęła funkcjonować biblioteka publiczna, a w 1951 roku na miejscu dawnego majątku Strzałkowskich powstał Dom Pomocy Społecznej. W 1975 roku oddano do użytku Ośrodek Zdrowia. W 1976 roku uruchomiono we wsi punkt konsultacyjny poznańskiej Akademii Rolniczej. Działała tu również wytwórnia wód gazowanych i pasz treściwych. Siedzibę swoją miała tu dyrekcja PGR. Przy wylocie drogi E-8 w kierunku zachodnim wybudowano restaurację, duży parking i pawilony handlowe. W miejscowości rozpoczął też działalność Gminny Ośrodek Kultury oraz Spółdzielnia Kółek Rolniczych.
W 1990 roku nadano wsi herb. W pierwszej dekadzie XXI wieku rozważano nadanie miejscowości praw miejskich, gdyż wieś spełnia wszystkie wymagane warunki w tej kwestii. Zrezygnowano z tego planu z powodu potencjalnych kosztów, jakie Strzałkowo mogłoby ponieść z tego tytułu, dość duży sprzeciw wyrazili również sami mieszkańcy.

## Zabytki i miejsca pamięci
We wsi znajduje się kościół św. Doroty z 1934 według projektu Stefana Cybichowskiego. Dawniej znajdował się tu także kościół ewangelicki. Obecnie na jego miejscu funkcjonuje Gminny Ośrodek Kultury, siedzibę ma tu także miejscowa Ochotnicza Straż Pożarna.
Kolejnym obiektem zabytkowym Strzałkowa jest park dworski z połowy XIX wieku, wpisany do krajowego rejestru zabytków pod nr rej.: 430/172 z 4.09.1989 r.
Na cmentarzu parafialnym w 3 mogiłach spoczywa 9 Polaków - żołnierze i cywile zabici 9 września 1939 roku przez Niemców.
W 1978 roku, przy głównej ulicy wsi, odsłonięto pomnik poświęcony powstańcom wielkopolskim oraz poległym i pomordowanym podczas II wojny światowej. 
Na terenie gminy znajduje się cmentarz jeńców wojennych i internowanych pod Strzałkowem, dawniej stanowiący część obozu dla jeńców, ulokowanego na polach przy obecnej drodze krajowej nr 92 (do cmentarza można dojechać polną drogą z trasy 92 – ok. 1 km), w kierunku na Słupcę, wpisany do Krajowej Ewidencji Zabytków w 1994 pod numerem A-511/252.
Przy dawnym przejściu granicznym Stralkowo znajduje się obecnie miejsce pamięci w Łężcu.

## Komunikacja
Wieś położona jest przy drodze krajowej nr 92 Konin – Poznań.
Przez wieś przebiega magistrala kolejowa Poznań – Kutno – Warszawa. W Strzałkowie znajduje się stacja kolejowa dzięki której wieś ma bezpośrednie połączenie z miastami województwa wielkopolskiego w kierunkach wschód-zachód.
Strzałkowo posiada bezpośrednie połączenia PKS do następujących miast: Konin, Września, Słupca.

## Garnizon
Do początku 1921 roku Strzałkowo było garnizonem Wojska Polskiego, podporządkowanym dowódcy Okręgu Generalnego „Poznań”. Stacjonowały w nim następujące oddziały i instytucje:
- Dowództwo Batalionu Wartowniczego Nr 3/VII,
- Dowództwo Batalionu Wartowniczego Nr 7/VII,
- Obóz jeńców i internowanych Nr 1,
- Szpital obozowy,
- Dowództwo dworca,
- Ekspozytura Wydziału II Sztabu Dowództwa Okręgu Generalnego „Poznań”[9].

## Przemysł
Przemysł w Strzałkowie reprezentowany jest głównie przez Spółdzielnię Mleczarską Udziałowców. Znaczącą rolę odgrywa również strzałkowska Gminna Spółdzielnia „Samopomoc Chłopska”. Oprócz tego na terenie miejscowości znajduje się wytwórnia mas bitumicznych należąca do firmy Strabag.

## Oświata
- Publiczne Przedszkole „Kubuś Puchatek”
- Niepubliczne Przedszkole z Oddziałami Integracyjnymi
- Zespół Szkolno-Przedszkolny
- Centrum Kształcenia Zawodowego i Ustawicznego[10]

## Instytucje
- Dom Pomocy Społecznej
- Gminny Ośrodek Pomocy Społecznej
- Gminny Ośrodek Kultury
- Poczta
- Komisariat policji
- Ochotnicza Straż Pożarna
- Ośrodek zdrowia
- Bank
- Biblioteka Publiczna

W ramach bezpieczeństwa miejscowość objęta jest monitoringiem wizyjnym. Dodatkowo na jej terenie funkcjonują trzy hot-spoty Wi-Fi o swobodnym dostępie.

## Sport
W miejscowości funkcjonuje klub sportowy KS Polanin Strzałkowo.
Strzałkowo posiada takie obiekty sportowe jak stadion gminny, halę sportowo-widowiskową, kompleks sportowy „Orlik”, korty tenisowe z polem do gry w piłkę plażową, siłownię zewnętrzną oraz dwa osobne boiska do gry w koszykówkę.